# Rue Louis Titeca
Pour les articles homonymes, voir Titeca.

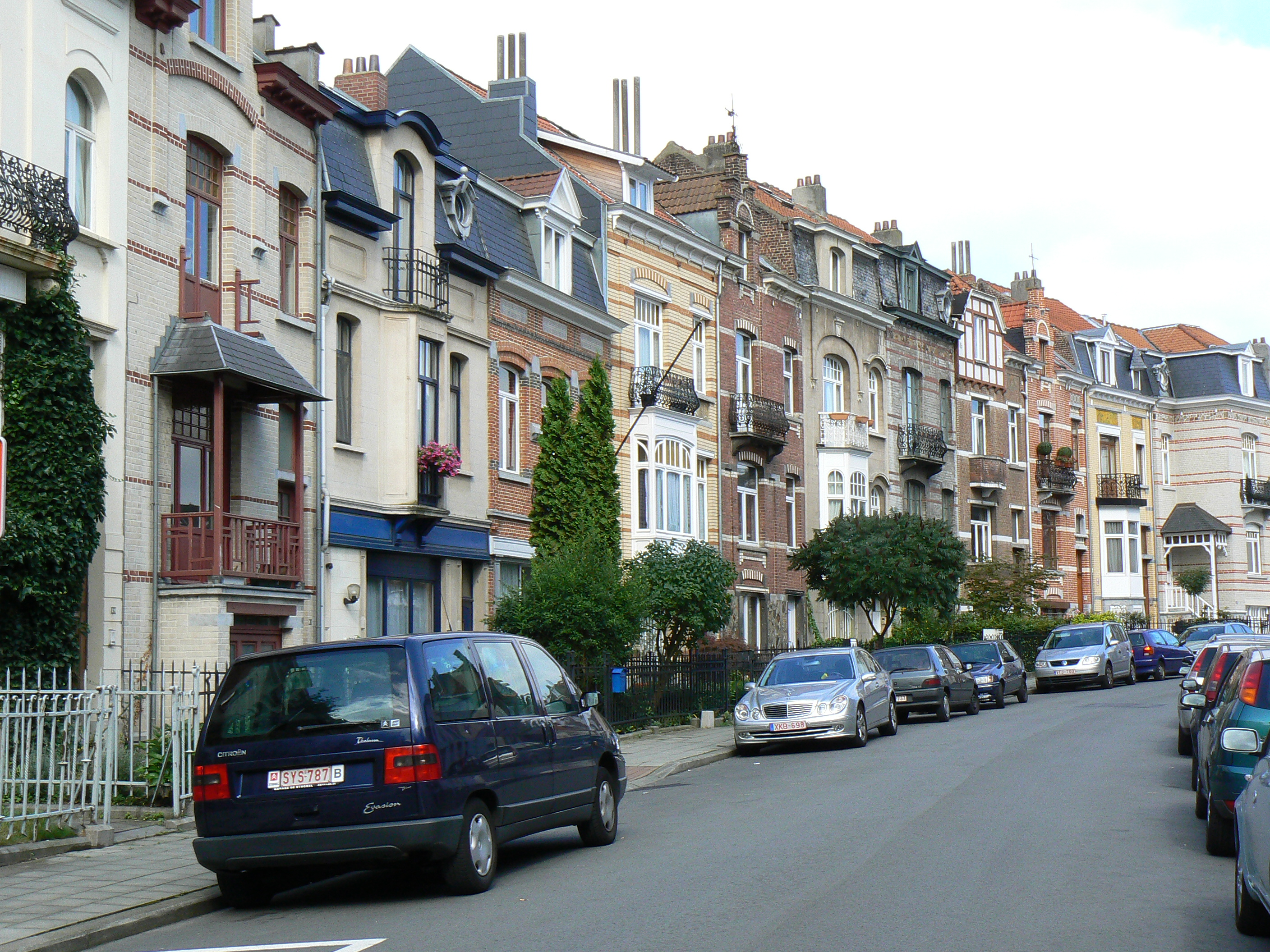
Rue Louis Titeca

La rue Louis Titeca (en néerlandais: Louis Titecastraat) est une rue bruxelloise de la commune de Woluwe-Saint-Pierre qui va du carrefour de la rue René Declercq, de la rue Jean Wellens et de la rue Paul Wemaere à l'avenue des Prisonniers Politiques.

## Histoire
La rue porte le nom d'un Capitaine-Commandant de la Première Guerre mondiale assassiné le 30 août 1917 à Gombati Duits Oost Afrika (L'Afrique orientale allemande)